# Pêcheur d'éponges
Pour les articles homonymes, voir Pêcheur (homonymie).
Albums de Nicole Rieu
Nicole Rieu chante Noël Vas-y
Pêcheur d'éponges est le 8e album studio de Nicole Rieu. L'album est sorti en 1993 chez Disques Chêne (Disques Chêne, 162041).

## Liste des titres
| No  | Titre                                     | Paroles                     | Musique                                  | Durée |
| --- | ----------------------------------------- | --------------------------- | ---------------------------------------- | ----- |
| 1.  | La Goutte d'eau (version 1993 a cappella) | Simon Monceau               | Traditionnel, arrangements : Nicole Rieu | 3 :10 |
| 2.  | Pêcheur d'éponges                         | Jacques Dejean              | Serge Sala                               | 3 :38 |
| 3.  | Pas sérieux                               | Jacques Dejean              | Nicole Rieu, Jacques Dejean              | 3 :14 |
| 4.  | Le lion s'endort                          | Nicole Rieu                 | Serge Sala                               | 4 :08 |
| 5.  | India                                     | Nicole Rieu                 | Nicole Rieu                              | 3 :42 |
| 6.  | Et bonjour à toi l'artiste (version 1993) | Pierre Delanoë              | Jeff Barnel                              | 3 :37 |
| 7.  | Nomade                                    | Nicole Rieu                 | Nicole Rieu                              | 3 :52 |
| 8.  | Voyou - Voyelle                           | Jacques Dejean              | Serge Sala                               | 3 :46 |
| 9.  | Terre d'Ariège                            | Nicole Rieu, Jacques Dejean | Nicole Rieu                              | 3 :35 |
| 10. | En vol libre                              | Jacques Dejean              | Nicole Rieu, Christian Belhomme          | 4 :36 |
| 11. | Les Hommes d'hier                         | Jacques Dejean              | Serge Sala                               | 3 :43 |
| 12. | Je suis (version 1993)                    | Mitzi Bravine               | André Georget, Jean-Pierre Mirouze       | 3 :56 |
| 13. | Marie                                     | Nicole Rieu                 | Nicole Rieu                              | 4 :16 |

## Singles extraits de l'album
- Pêcheur d'éponges (septembre 1993)
- Voyou - Voyelle (septembre 1993)
- Pas sérieux (novembre 1993)
- Nomade (novembre 1993)

## Autres informations
- Réalisation et conception artistique : Jacques Dejean[2]
- Arrangements, programmation et co-réalisation : Christian Belhomme
- Production : Jacques Dejean pour Sergent Major Compagnie
- Prises de son et mixage : David Benaroch
- Chœurs : Nicole Rieu, Serge Sala, Pierre Groscolas, Christian Belhomme, Jean Stout, Pascal Bacoux, Viviane Galo
- Photos : Serge Forcet

## Particularité
- L'album est réédité 4 ans plus tard, en 1997, sous étiquette "Night & Day".